# Katastrofa lotu Iraqi Airways 163
Katastrofa lotu Iraqi Airways 163 – zamach terrorystyczny, który wydarzył się 25 grudnia 1986 roku nieopodal portu lotniczego Arar w Arabii Saudyjskiej. Boeing 737 linii Iraqi Airways został porwany przez czterech mężczyzn podczas lotu z Bagdadu do Amman, a następnie rozbił się w wyniku wybuchu dwóch granatów ręcznych. Ze 106 osób przebywających na pokładzie przeżyły 43.

## Przebieg
Po 55 minutach od startu z portu lotniczego w Bagdadzie samolot minął granicę iracko-saudyjską przelatując na poziomie 26 000 stóp. Tuż po przeleceniu nad granicą czterech mężczyzn uzbrojonych w ręczne granaty usiłowało uprowadzić odrzutowiec, jednak znajdująca się na pokładzie ochrona linii Iraqi Airways próbowała powstrzymać porywaczy. Według jednego z pasażerów, Jordańczyka Salima Abdela Dado w przeciągu 4–5 minut od porwania było słychać około stu oddanych strzałów. Jeden z porywaczy został ranny, mimo tego zdołał wysadzić granat w kabinie pasażerskiej, co spowodowało natychmiastową utratę ciśnienia i zmusiło załogę do zniżania awaryjnego. Gdy samolot znajdował się na wysokości 16 000 stóp, drugi granat wybuchł w okolicach kokpitu, co spowodowało utratę kontroli nad maszyną oraz rozbicie się jej na przedmieściach saudyjskiego miasta Arar podczas awaryjnego lądowania na tamtejszym lotnisku. Kadłub samolotu rozpadł się na dwa większe fragmenty i stanął w płomieniach. Zginęły 63 osoby.

## Śledztwo i następstwa
Do zamachu przyznała się organizacja Islamskiego Dżihadu, działająca w imieniu libańskiego Hezbollahu. Śledztwo CIA oraz władz saudyjskich pozwoliło zidentyfikować jednego z porywaczy – Libańczyka Ribala Khalila Jallula, w którego identyfikacji pomogło jego zdjęcie paszportowe, które znajdowało się na plakacie Hezbollahu w jednym z meczetów w Bejrucie. Wypadek wydarzył się podczas trwającej wojny iracko-irańskiej, stąd Irak natychmiastowo oskarżył o zamach Irańczyków, co jeszcze pogorszyło relacje obu państw.
Linie Iraqi Airways do dziś stosują numer lotu 163 na trasie Bagdad-Amman.